# وانهاتولی
وانهاتولّی (به لاتین: Vanhatulli) یک منطقهٔ مسکونی در فنلاند است که در اولو، فنلاند واقع شده‌است.

## خصوصیات
وانهاتولّی ۴ ۱۵۷ نفر جمعیت دارد.